# Никита Пустосвят. Спор о вере
«Никита Пустосвят. Спор о вере» — крупноформатная картина русского художника Василия Перова (1834—1882), написанная в 1880—1881 годах. Принадлежит собранию Государственной Третьяковской галереи (инв. 407). Размер картины — 336,5 × 512 см. Картина не была закончена из-за болезни и смерти художника, который скончался от чахотки в 1882 году. В том же году полотно было приобретено у наследников Перова Павлом Третьяковым.
На картине изображён драматический момент «спора о вере» — исторического события времён московской смуты 1682 года, к двухсотлетию которого Перов планировал завершить работу над полотном. Прения состоялись 5 июля 1682 года в Грановитой палате Московского Кремля. Композиция картины строится на противопоставлении правой части, где находится группа раскольников-старообрядцев во главе с суздальским священником Никитой Пустосвятом, и левой части, где изображены власть имущие — царевна Софья Алексеевна, патриарх Московский Иоаким, архиепископ Холмогорский Афанасий (Любимов) и другие.
Современники высоко оценивали ряд фигур на полотне, особенно в правой его части, которая была более проработана художником. Писатель Николай Лесков отмечал, что «картина „Никита Пустосвят“ представляет собой удивительный факт художественного проникновения», а критик Владимир Стасов писал, что у Перова «не одна только толпа, волнующаяся, мятежная, гремящая бурей, но также и солисты, колоссальные запевалы». В советское время исторические произведения позднего периода творчества Василия Перова, включая «Никиту Пустосвята», подвергались резкой критике, а его взгляды на историю и религию рассматривались как реакционные. При этом признавалась роль Перова в создании концепции исторического героя, готового отдать за убеждения свою жизнь, а также отмечался историзм, пронизывающий всю образную структуру полотна.

## История
Василий Перов работал над картиной «Никита Пустосвят. Спор о вере» — самым большим по размеру из всех своих полотен — в 1880—1881 годах. Искусствовед Ольга Лясковская полагает, что, скорее всего, работа над полотном была начата раньше, в конце 1870-х годов, поскольку «сама величина сложной картины требовала многолетней работы». По всей видимости, Перов хотел приурочить окончание работы над полотном к двухсотлетию изображённого на нём события, происшедшего в 1682 году. При написании картины художник использовал сведения из романа Евгения Карновича «На высоте и на доле: Царевна Софья Алексеевна», который был опубликован в 1879 году. По некоторым сведениям, в процессе работы над полотном Перову помогал его ученик Александр Новоскольцев.

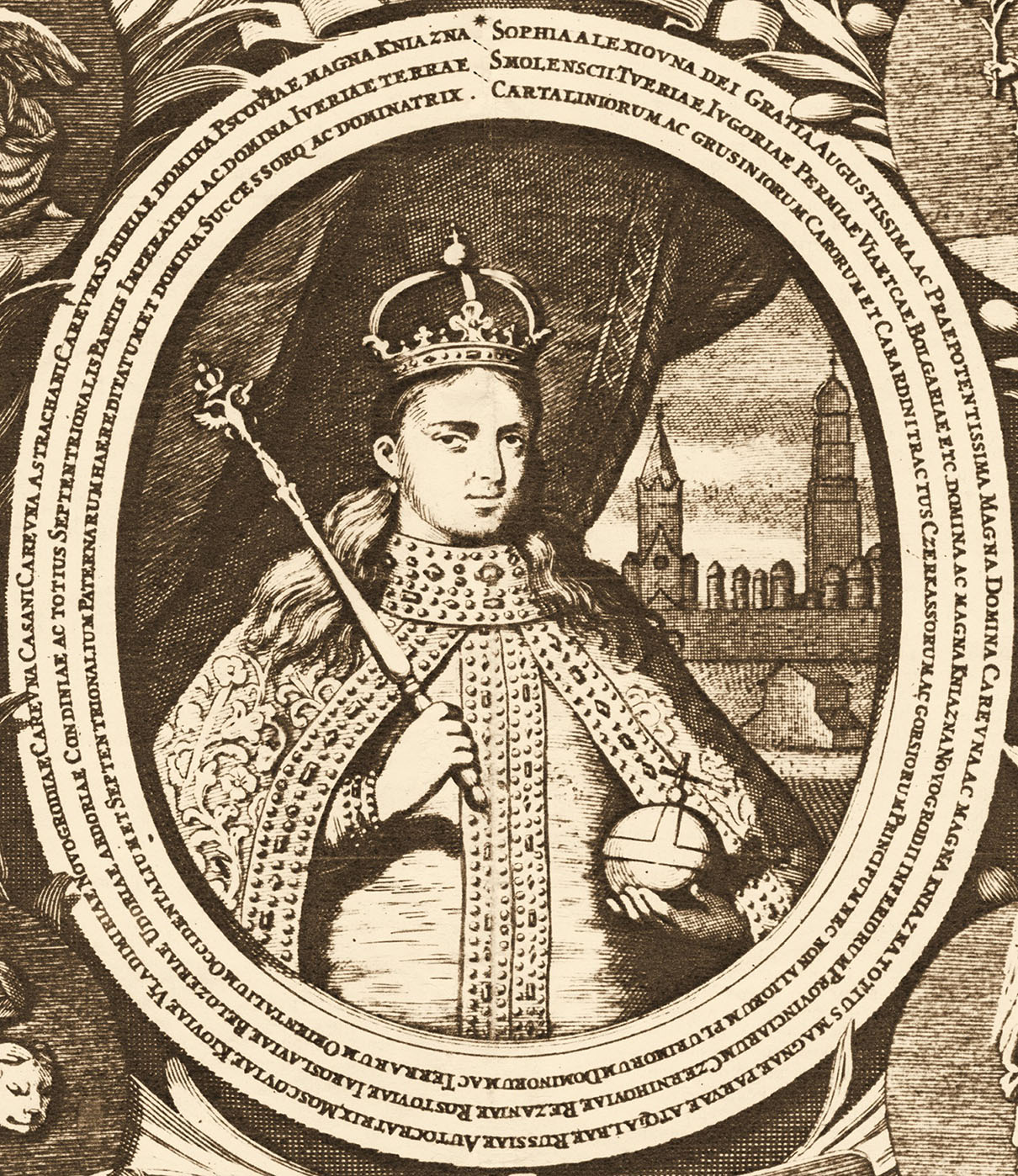
Л. Тарасевич. Софья Алексеевна (гравюра, 1680-е)

В статье о Перове, включённой в 13-й том «Русского биографического словаря», историк искусства Алексей Новицкий сообщает некоторые сведения, переданные ему Елизаветой Егоровной, вдовой художника. Идея создания картины «Никита Пустосвят», скорее всего, появилась у Перова под влиянием его общения с писателем Павлом Мельниковым-Печерским, с которым художник неоднократно обсуждал проблемы, связанные с историей раскола. В частности, Мельников-Печерский снабдил Перова портретами, которые были нужны для написания левой стороны картины. По сведениям из того же источника, взяться за написание такого большого полотна Перова убедил художник Иван Шишкин. Перов долго искал подходящего натурщика для Никиты Пустосвята и в конце концов «нашёл такого среди бродяг». Искусствовед Владимир Кеменов сообщал, что для создания образа царевны Софьи Алексеевны Перов пользовался гравюрой Леонтия Тарасевича, созданной в 1680-х годах.
В сентябре 1880 года Перова в его московской мастерской навестил художник Иван Крамской. Позднее, уже из Петербурга, Крамской писал Павлу Третьякову: «Был у Перова, видел картину „Никита Пустосвят“ и нашёл и его самого, а, главное, картину, гораздо лучше, чем ожидал. Есть головы положительно хорошие». Встречаются упоминания об этом полотне и в воспоминаниях художника Михаила Нестерова, который описывал, как ученики натурного класса Московского училища живописи, ваяния и зодчества, в котором преподавал Перов, заходили к нему на именины: «Учеников встречал именинник со своей супругой, приглашал в мастерскую, где во всю стену стоял „Пустосвят“, а по другую „Пугачёвцы“» (имелась в виду картина «Суд Пугачёва»).

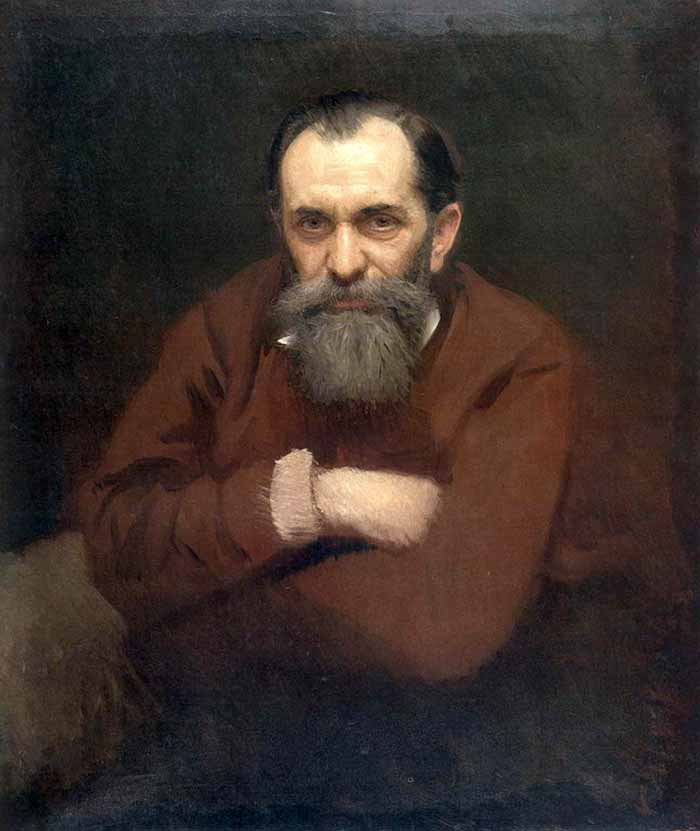
И. Н. Крамской. Портрет художника В. Г. Перова (холст, масло, 81 × 71 см, 1881, ГРМ)

В последний год своей жизни Перов сильно болел, и, по выражению Алексея Новицкого, картина «Никита Пустосвят» оказалась «лебединой песнью художника», который «работал над нею даже тогда, когда уже едва был в состоянии держать кисти в руках». Тем не менее полотно осталось незаконченным. Историк искусства Николай Собко писал, что Перов оставался недоволен многим в картине, особенно в её правой стороне, и «замышлял многое переписать тут на-ново, да смерть помешала исполнить ему это намерение». 29 мая (10 июня) 1882 года Василий Перов скончался от чахотки, и в том же году картина была приобретена у его наследников Павлом Третьяковым.
Картина не была показана на выставках при жизни художника, который после выхода в 1877 году из Товарищества передвижных художественных выставок практически не принимал участия в выставочной деятельности. Николай Собко сообщал, что художнику Михаилу Боткину удалось уговорить Перова послать «Никиту Пустосвята» (вместе с полотном «Первые христиане в Киеве») на Всероссийскую промышленно-художественную выставку, которая открывалась в Москве 20 мая 1882 года, за несколько дней до смерти автора. Картина, под названием «Никита Пустосвят (из времён царевны Софьи Алексеевны)», действительно фигурировала в каталоге выставки, но по какой-то причине там не экспонировалась.
В 1883 году полотно было включено в каталог посмертной выставки произведений Перова, проходившей в Санкт-Петербурге: по одним источникам, оно там экспонировалось, а по другим — нет. Как бы то ни было, во время выставки некоторые специалисты получили возможность ознакомиться с картиной «Никита Пустосвят». В частности, художник Владимир Осипов (ученик Павла Чистякова) высказал следующее мнение об этом произведении Перова: «Какие прекрасные вещи его молодости, какая добросовестность выписки. Двухсаженное полотно изображает Грановитую палату. Масса фигур, движения самые крайние, композиция запутанная, пятна совершенно нет, — но типы попадаются удачные, картина только подмалёвана».
Согласно каталогу Третьяковской галереи, картина «Никита Пустосвят. Спор о вере» предстала перед зрителями на выставке, проходившей в 1933—1934 годах в Москве, а затем — на выставке 1934 года в Ленинграде. Обе экспозиции были посвящены 100-летию со дня рождения Перова и проходили в зданиях Государственной Третьяковской галереи и Государственного Русского музея, соответственно. Полотно «Никита Пустосвят» также принимало участие в выставке произведений Перова, посвящённой 150-летию со дня рождения художника. Эта выставка проходила в 1984—1985 годах поочерёдно в Москве, Ленинграде, Киеве и Минске.

## Сюжет и описание
В основу сюжета картины положен «спор о вере» — историческое событие времён московской смуты 1682 года, также известной как Хованщина. После смерти царя Фёдора Алексеевича, происшедшей 27 апреля 1682 года, обострилась борьба за власть между боярскими родами Милославских и Нарышкиных. Царевна Софья Алексеевна решила воспользоваться недовольством стрельцов, которые выступили на стороне Милославских и казнили ряд представителей рода Нарышкиных и их сторонников. В результате этого стрелецкого бунта Софья Алексеевна была объявлена регентшей при малолетних царях Иване и Петре, а начальником Стрелецкого приказа был назначен князь Иван Андреевич Хованский. В то же самое время, почувствовав слабость центральной власти, активизировались старообрядцы, представители которых собрались в Москве и проповедовали свои взгляды в стрелецких полках, а также предлагали провести открытый теологический диспут на Красной площади. Лидером старообрядцев — противников официальной церкви — был суздальский священник Никита Добрынин, по прозвищу Пустосвят. Несмотря на поддержку Хованского, открытую дискуссию старообрядцам провести не удалось, но 5 июля 1682 года в Грановитой палате Московского Кремля состоялся «спор о вере», проходивший в присутствии царевны Софьи Алексеевны и патриарха Иоакима.
Фрагменты картины «Никита Пустосвят. Спор о вере»
Перед входом в Грановитую палату, на Красном крыльце, старообрядцы столкнулись со священниками, которых не пускали в помещение; в возникшей потасовке изрядно досталось и самому Никите Пустосвяту, которого один из священников схватил за волосы. Подоспевшие стрельцы разняли дерущихся и проводили старообрядцев к месту спора. В «Истории России с древнейших времён» Сергей Соловьёв так описывал их приход: «С шумом вошли раскольники в Грановитую и расставили свои налои и свечи, как на площади; они пришли утверждать старую веру, уничтожать все новшества, а не замечали, какое небывалое новшество встретило их в Грановитой палате: на царском месте одни женщины! Царевны-девицы открыто пред всем народом, и одна царевна заправляет всем!» По описанию Соловьёва, на троне рядом с Софьей Алексеевной сидела её тётка Татьяна Михайловна, а пониже в креслах — царица Наталья Кирилловна и царевна Мария Алексеевна.
Патриарх Иоаким спросил староверов, зачем они пришли и каковы их требования. Никита Пустосвят ответил: «Мы пришли к царям-государям побить челом о исправлении православной веры, чтоб дали нам своё праведное рассмотрение с вами, новыми законодавцами, и чтоб церкви Божии были в мире и согласии». Патриарх возразил, что не пристало им исправлять что-либо в церковных делах, поскольку они ещё «грамматического разума не коснулись». В ответ Никита заявил: «Мы пришли не о грамматике с тобою говорить, а о церковных догматах!» Далее ему попытался возражать архиепископ Холмогорский Афанасий, но Пустосвят подскочил к нему с поднятой рукой, говоря: «Что ты, нога, выше головы ставишься? Я не с тобою говорю, а с патриархом». Стрельцы оттащили Никиту от Афанасия, а Софья встала и начала говорить: «Видите ли, что Никита делает? В наших глазах архиерея бьёт, а без нас и подавна бы убил».

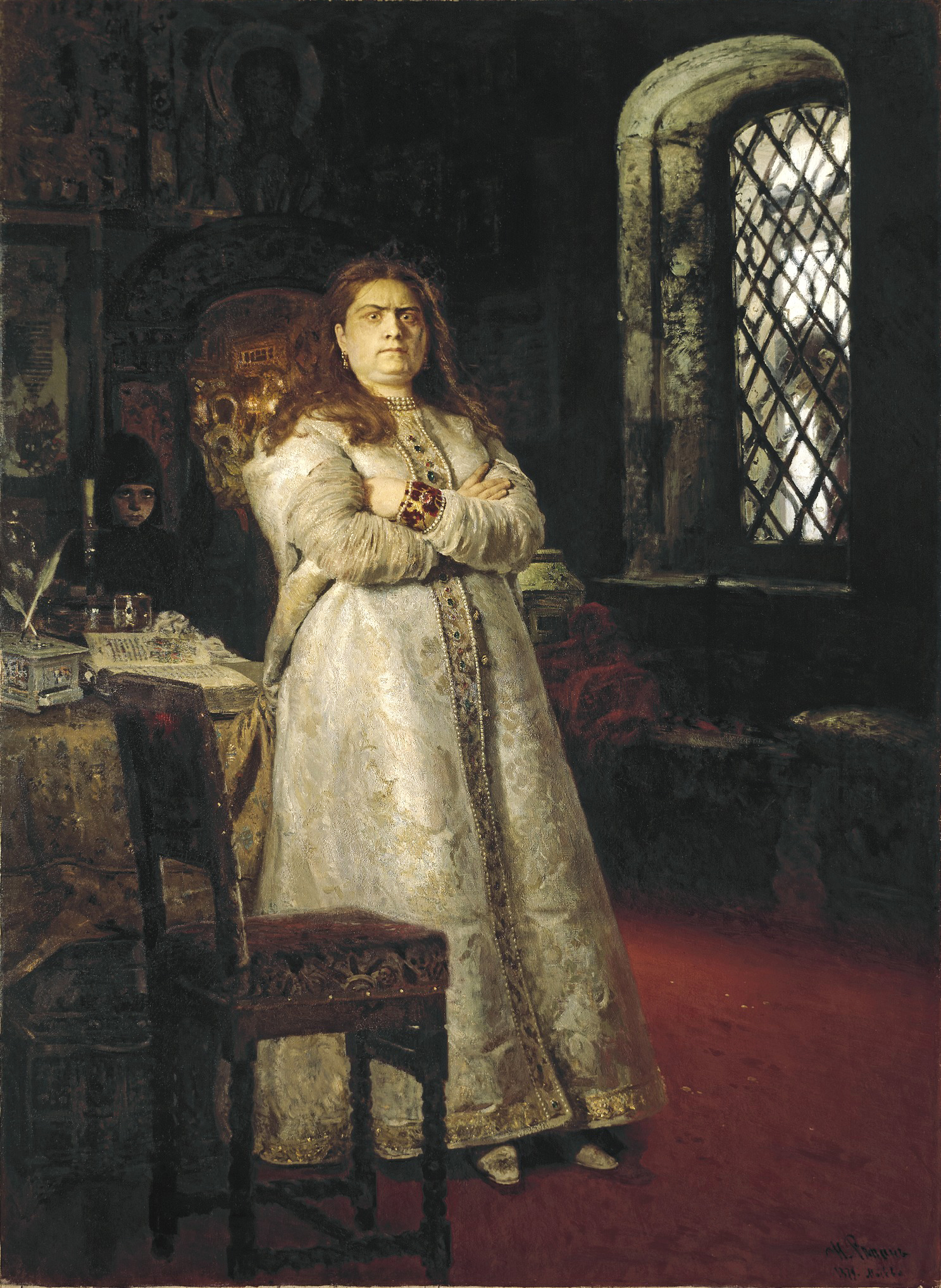
И. Е. Репин. Царевна Софья Алексеевна через год после заключения её в Новодевичьем монастыре… (холст, масло, 201.8 × 145.3 см, 1879, ГТГ)

Тот момент этого драматического противостояния, когда спор сменился насилием, и изобразил Перов на своём полотне. Чуть правее центра картины, с крестом в руке — Никита Пустосвят. Справа от него — монах Сергий с челобитной. На полу, приложив руку к щеке, на которой Никита «запечатлел крест», лежит архиепископ Афанасий. В левой части полотна — царевна Софья Алексеевна, которая встала со своего трона, разгневанная дерзким поведением старообрядцев. Рядом с ней — патриарх Иоаким, к которому рвётся Никита Пустосвят. В глубине изображён князь Иван Хованский. Стоя́щий по правую руку от Софьи молодой боярин — по-видимому, князь Василий Голицын.
Искусствовед Алла Верещагина писала, что «композиция строится на противопоставлении левой и правой частей картины: раскольников и официального окружения Софьи и патриарха». Помимо этого, «сумятице фигур в нижней части картины противостоит верхняя часть — выше всех возвышается правительница». При этом в первоначальных эскизах царевне Софье и патриарху Иоакиму предназначались примерно равные роли — составляя единую группу, они находились на одном уровне, и патриарх выглядел даже более активным, чем Софья. Обсуждая композицию окончательной версии картины, искусствовед Алексей Фёдоров-Давыдов отмечал, что в ней художник пришёл «к академическому приёму расположения фигур по овалу, несколько разомкнутому спереди, с заполнением углов холста второстепенными группами».
Царевна Софья — молодая женщина в парчовых одеждах — выделяется своей царственной осанкой и гордым взглядом. Бесстрашно, широко открытыми глазами смотрит она на толпу раскольников, «с тем выражением холодного, „управляемого“ гнева, которое так отличает её психическое состояние от состояния Пустосвята». Сравнивая с картиной Ильи Репина «Царевна Софья Алексеевна через год после заключения её в Новодевичьем монастыре…» (1879, ГТГ), искусствовед Нонна Яковлева отмечала, что перовский образ царевны Софьи — «своеобразная антитеза репинскому: в ней та же сила характера, но благородная; она благообразна и светла даже в гневе»; «она стоит над схваткой, смиряя её». Искусствовед Ольга Лясковская писала, что женские фигуры получились у Перова слабее всего, отмечая при этом, что, возможно, он собирался ещё поработать над образом Софьи.
Со стороны староверов главным действующим лицом является Никита Пустосвят — «растерзанный, исступлённый, с торчащей вперёд острой бородёнкой», в образе которого «звучит тема фанатизма, преданности идее до самоуничтожения». Искусствовед Леонид Дитерихс отмечал, что фигура Пустосвята «одна могла бы быть целой картиной»; по его словам, «во всей русской школе живописи нельзя найти другой, подобной ей, где бы так поразительно верно разгадан был характер этого фанатика раскола». Пустосвят изображён как выходец из народа, из бедного провинциального духовенства. Он одет в потёртый подрясник, под которым видны его худые плечи, а священника в нём выдаёт только надетая на шею епитрахиль. На ногах его — лапти и онучи, одной ногой он наступает на новопечатную «исправленную» книгу. Он весь в движении — одной рукой держит восьмиконечный крест, а другую отвёл назад, как бы готовясь нанести удар. Перов много работал и над изображениями других раскольников, среди которых критики отмечали образы священнослужителя, стоящего справа с иконой в руках, старика, указывающего на свиток, а также изображённого у самого правого края полотна раскольника, выглядывающего из-за спины стрельца.
Отношение автора полотна к созданному им образу Никиты Пустосвята остаётся неясным — создаётся впечатление, что художник является бесстрастным зрителем изображаемого им события. В этой схватке «ясно одно — непримиримость сторон, бесполезность спора и вместе с тем бессилие протеста против государственной власти». В картине показан «отчаянный поединок сильных характеров, который может разрешиться только катастрофой — смертью главного героя». Так и произошло в действительности: Софья не смогла смириться с существованием оппонента-проповедника, столь фанатично преданного своим идеям и верованиям, и вскоре после «спора о вере» Никита Пустосвят был схвачен стрельцами и обезглавлен.

## Эскизы и этюды

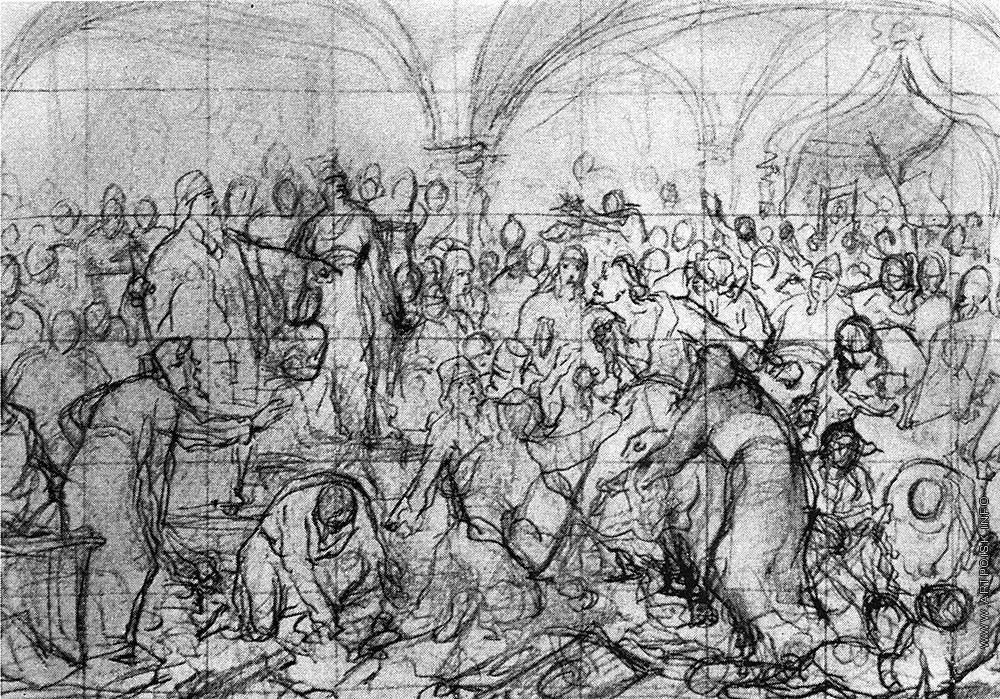
В. Г. Перов. Никита Пустосвят. Спор о вере (эскиз, бумага на картоне, карандаш, 15.3 × 23 см, 1880, ГТГ)

В описи произведений Перова, опубликованной Николаем Собко в 1899 году, упоминались пять рисунков, созданных художником в период работы над картиной «Никита Пустосвят», а также «головы оттуда же, 2 листа» (все указанные эскизы и этюды датированы 1880 годом). Согласно приведённой информации, бо́льшая часть этих рисунков была в собственности художника Владимира Перова (сына Василия Григорьевича), а меньшая часть — в московской коллекции А. И. Балк. Один из графических эскизов впоследствии был передан в собрание Третьяковской галереи — «Никита Пустосвят. Спор о вере» (бумага на картоне, карандаш, 15,3 × 23 см, 1880).
В списке, составленном Николаем Собко, также упоминался живописный эскиз для картины «Никита Пустосвят», датированный 1881 годом и находившийся «у г. Сорокоумовского, в Москве» (по-видимому, имелся в виду один из представителей известной купеческой династии Сорокоумовских).

## Отзывы и критика
Писатель Николай Лесков в письме к редактору «Художественного журнала» Николаю Александрову отмечал, что с его точки зрения как человека, «несколько разумеющего историю раскола», картина Василия Перова «Никита Пустосвят» представляет собой «удивительный факт художественного проникновения». При этом, по словам Лескова, имеется в виду «проникновение в самую задушевную суть исторического момента, который она изображает». Искусствовед Леонид Дитерихс писал, что, несмотря на незаконченность картины, «Никита Пустосвят» является одним из сильнейших полотен в русской исторической живописи, как со стороны «проникновения» (по выражению Лескова), так и с точки зрения техники и красок.
В 1887 году, сравнивая суриковскую «Боярыню Морозову» с перовским «Никитой Пустосвятом», художественный критик Владимир Стасов писал, что у Перова «не одна только толпа, волнующаяся, мятежная, гремящая бурей, но также и солисты, колоссальные запевалы», к которым, по его мнению, в первую очередь относится сам Никита Пустосвят — «бурный, страстный, раздражённый, громко и необузданно укоряющий всех за отступничество», а также стоящий немного позади него «товарищ его, с большой иконой в руках, тоже раскольник-фанатик, но невозмутимый и непоколебимый, как гранит, как скала, о которую разобьются все кипучие волны врагов и друзей». Стасов высоко ценил это полотно и считал, что «Суриков остался далеко позади Перова и двух главных действующих лиц в его картине». При этом, однако, Стасов признавал, что Перову плохо удавались, по его определению, «многосложные» сцены, и что вся левая сторона картины «уже вполне лишена всякой талантливости, характеристики и правды».

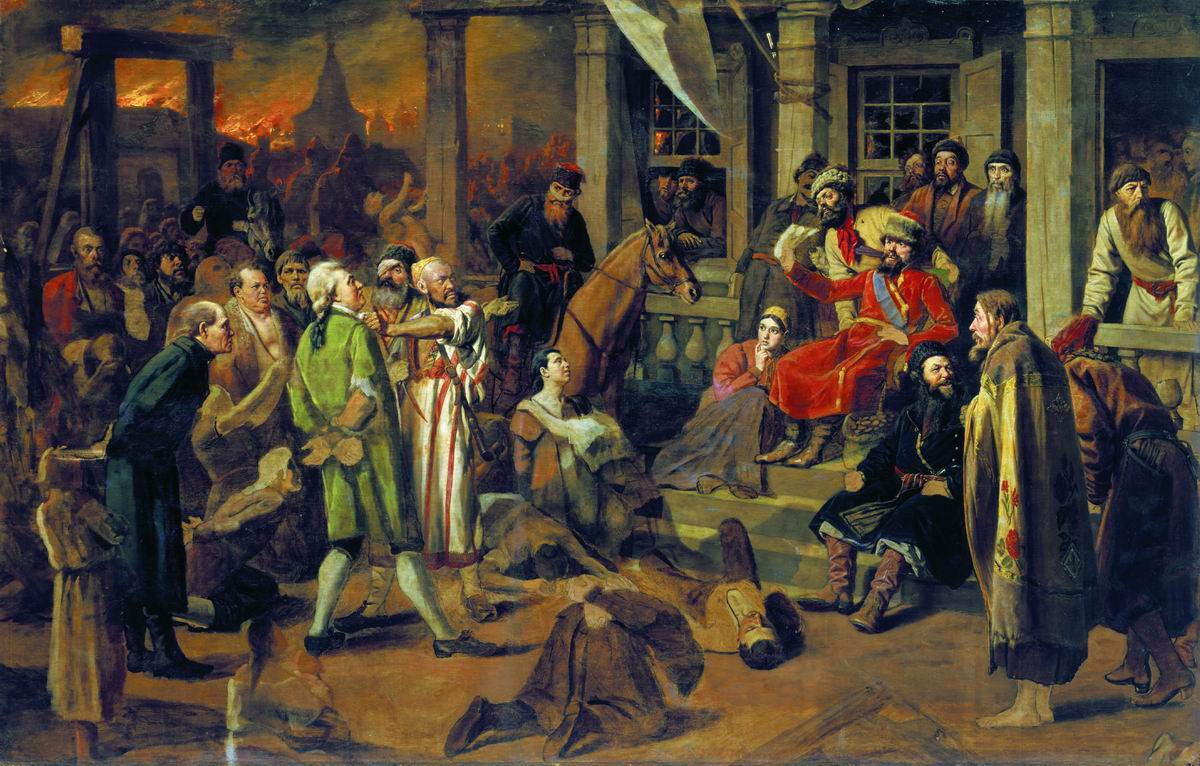
В. Г. Перов. Суд Пугачёва (холст, масло, 150 × 238 см, 1875, ГИМ)

В советское время исторические произведения позднего периода творчества Василия Перова подвергались резкой критике, а его взгляды на историю и религию рассматривались как реакционные. Помимо «Никиты Пустосвята», в этом ряду упоминалась также его другая картина — «Суд Пугачёва» (1875, Государственный исторический музей). В монографии о Перове, выпущенной в 1934 году к столетию со дня рождения художника, искусствовед Алексей Фёдоров-Давыдов называл эти картины неудачными и эклектическими и писал, что трактовка раскола в «Никите Пустосвяте» в той же степени реакционна, как и трактовка крестьянской революции в его картине «Суд Пугачёва». Вместе с Перовым Фёдоров-Давыдов критиковал и поддержавшего его Николая Лескова, которому нравилось представление раскольников в виде слепых фанатиков и интриганов, а Софьи — в качестве олицетворения «мудрой и могущественной государственной власти самодержавия». Отмечая, что картины Перова относятся к наиболее психологичным в русской исторической живописи 1870-х годов, Фёдоров-Давыдов писал, что «психологизм, всё нарастая в творчестве Перова, к концу его жизни становится орудием выражения реакционного содержания».
Искусствовед Владислав Зименко в целом также считал картину «Никита Пустосвят» малоудачной, тем не менее признавая выразительность ряда представленных на ней образов, среди которых он выделял экспрессивную фигуру самого́ Никиты Пустосвята, «страстное сухое лицо которого с острой, резко выдающейся вперёд бородой гневно обращено к противникам „истинной веры“». По словам Зименко, художник и сам чувствовал несовершенство своих последних картин, многократно перерабатывая их, а иногда даже уничтожая законченные варианты.
Искусствовед Владимир Обухов отмечал, что, работая над образами Никиты Пустосвята и его товарищей, Василий Перов проявил себя в качестве одного из создателей концепции исторического героя — «деятельного, ответственного за каждый свой поступок, готового отдать за убеждения собственную жизнь». К достоинствам картины Обухов относил «историзм, которым проникнута вся её образная структура». Он отмечал, что в картине «Никита Пустосвят» исторический характер присутствует не только в обстановке, но и в образах стрельцов, монахов и раскольников — «это не переряженные актёры, а живые и психологически достоверные исторические типы». Главным недостатком полотна Обухов считал «полное отсутствие живых авторских интонаций», отстранённую позицию художника по отношению к тому, что изображено на картине — положительные явления спокойно им констатируются, а по отношению к отрицательным сторонам нет прямого осуждения. Среди других недостатков Обухов упоминал бросающуюся в глаза жёсткость живописи, «некоторый композиционный разлад», а также условность образов некоторых персонажей — в частности, царевны Софьи и архиепископа Афанасия.
Обсуждая произведения на историческую и религиозную тематику, написанные Перовым в последнее десятилетие его жизни, искусствовед Владимир Леняшин отмечал, что в целом они не получили должной оценки в художественных кругах. В качестве исключения Леняшин приводил мнение художника Николая Ге, который считал, что при переходе от обыденного жанра к религиозному, а затем к историческому талант Перова «развивался, и он поднимался всё выше и выше». Высоко оценивая картины «Суд Пугачёва» и «Никита Пустосвят. Спор о вере», Ге отмечал, что Перов «перешёл к истории и сделал только две вещи, которые не кончил, но которые имели громадное значение». По словам Леняшина, «не переоценивая эти работы, не следует обходить их вниманием».